# Hooglede
Hooglede är en kommun i Belgien.   Den ligger i provinsen Västflandern och regionen Flandern, i den västra delen av landet, 90 km väster om huvudstaden Bryssel. Antalet invånare är 9 985.
Runt Hooglede är det i huvudsak tätbebyggt. Runt Hooglede är det tätbefolkat, med 913 invånare per kvadratkilometer.